# Lönnkantmal
Lönnkantmal, Altenia scriptella är en fjärilsart som först beskrevs av Jacob Hübner 1796. Enligt Catalogue of Life är det vetenskapliga namnet istället Telphusa scriptella beskriven med det namnet av Jacob Hübner 1803. Enligt Dyntaxa ingår Lönnkantmal i släktet Altenia men enligt Catalogue of Life är tillhörigheten istället släktet Telphusa. Enligt båda källorna tillhör arten familjen stävmalar, Gelechiidae. Arten är reproducerande i Sverige, men förekommer bara sällsynt i Småland och på Öland. Inga underarter finns listade i Catalogue of Life.

## Bildgalleri

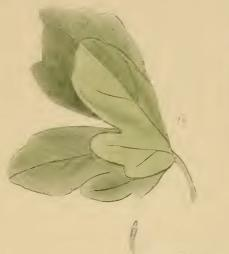
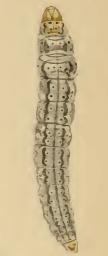
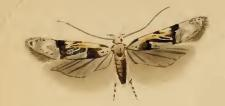